# Интерлеукин 18
Интерлеукин 18, или ИЛ-18, је протеин који код људи кодира ИЛ18 ген. Протеин кодиран овим геном је проинфламаторни цитокин.

## Функција
ИЛ-18 је цитокин кога производе макрофаге и друге ћелије које припадају ИЛ-1 суперфамилији. ИЛ-18 дејствује заједно са ИЛ-12 тако да индукује ћелијски -посредован имунитет након инфекције са микробним продуктима као што је липополисахарид (ЛПС). Након стимулације са ИЛ-18, природне убице (НК) ћелије и одређене T ћелије ослобађају још један важан цитокин који се зове интерферон-γ (ИФН-γ) или тип II интерферон који игра важну улогу у активирању макрофага и других ћелија.
Комбинација овог цитокина и ИЛ12 је била показана да инхибира ИЛ4 зависни ИгЕ и ИгГ1 продукцију, и појачава ИгГ2a продукцију у Б ћелијама. ИЛ-18 везивајући протеин (ИЛ18БП) може да формира специфичну интеракцују са овим цитокином, и да тако негативно регулише његову биолошку активност.

## Клинички значај
Поред његове физиолошке улоге, ИЛ-18 може исто да произведе озбиљне инфламаторне реакције, што сугерира да он има улогу у одређеним инфламаторним поремећајима.